# او فورتونا

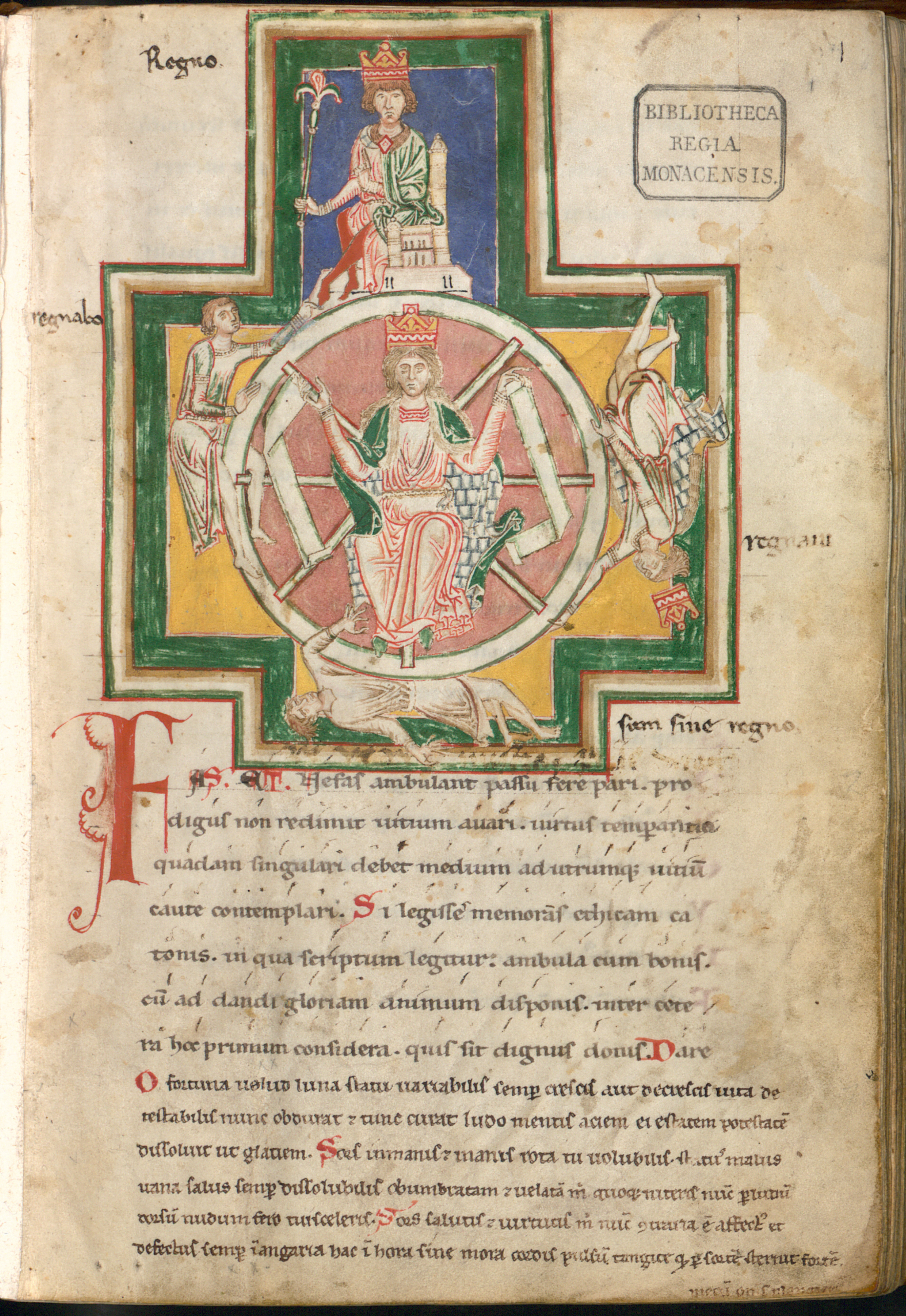
متن اصلی او فورتونا از کارمینا بورانا

او فورتونا (به لاتین: O Fortuna) یک شعر گولیاردی به زبان لاتین قرون وسطایی است که در قرن سیزدهم سروده شده است و قسمتی از مجموعه اشعار کارمینا بورانا است. این قطعه شعر، شکایت‌نامه‌ای است از شانس و تقدیر به فورتونا الهه رومی اقبال.
او فورتونا در سالهای ۱۹۳۵ و ۱۹۳۶، در کانتاتای کارمینا بورانا اثر کارل اورف به عنوان شعر قطعات آغازین و پایانی بکار رفت. موسیقی‌ای که توسط اورف بر پایه این شعر ساخته شد، بسیار محبوب گشت و از زمان ساخت تاکنون به عنوان یکی از محبوبترین قطعات موسیقی کلاسیک بارها و بارها اجرا شده و به دفعات در آثار سینمایی، تلویزیونی و چند رسانه‌ای به کار رفته است. این قطعه در بازه زمانی هفتاد و پنج سال (از سال ۱۹۳۴ تا ۲۰۰۹) از تمام آثار کلاسیک دیگر در بریتانیا بیشتر شنیده شده است.

## متن شعر
| برگردان فارسی: ای بخت همانند ماه دگرگون می‌شوی، همواره در حال کامل شدنی یا هلال باریک شدن؛ زندگی نفرت‌انگیز نخست ستم می‌کند سپس تسکین می‌دهد برای اینکه با ذهن بازی کند، تنگدستی را، و قدرت را مانند یخ آب می‌کند. سرنوشت دیوسرشت و توخالی، تو ای چرخ گردون، بدنهاد هستی، آسایش بی‌معنیست و همیشه محو می‌شود، در سایه و حجاب به جان من میفتی؛ اکنون از روی سرخوشی پشت برهنهٔ خود را به پیشگاه پلید تو خم می‌کنم. سرنوشت دشمن من است در تندرستی و معنویت، همیشه اول می‌دهد سپس می‌ستاند مانند یک برده. در این ساعت بی‌درنگ ساز زهی خود را برمی‌دارم؛ زیرا که سرنوشت نیرومند را به زمین می‌زند، همه با من اشک بریزید! | متن اصلی به زبان لاتین: O Fortuna velut luna statu variabilis, semper crescis aut decrescis; vita detestabilis nunc obdurat et tunc curat ludo mentis aciem, egestatem, potestatem dissolvit ut glaciem. Sors immanis et inanis, rota tu volubilis, status malus, vana salus semper dissolubilis, obumbrata et velata michi quoque niteris; nunc per ludum dorsum nudum fero tui sceleris. Sors salutis et virtutis michi nunc contraria, est affectus et defectus semper in angaria. Hac in hora sine mora corde pulsum tangite; quod per sortem sternit fortem, mecum omnes plangite! | برگردان انگلیسی: O Fortune, like the moon you are changeable, ever waxing ever waning; hateful life first oppresses and then soothes playing with mental clarity; poverty and power it melts them like ice. Fate – monstrous and empty, you whirling wheel, you are malevolent, well-being is vain and always fades to nothing, shadowed and veiled you plague me too; now through the game I bring my bare back to your villainy. Fate is against me in health and virtue, driven on and weighted down, always enslaved. So at this hour without delay pluck the vibrating strings; since Fate strikes down the strong, everyone weep with me! |